# Escut, bandera i estendard de Fuenterrobles
L'escut, la bandera i l'estendard de Fuenterrobles són els símbols representatius de Fuenterrobles, municipi del País Valencià, situat a la comarca de la Plana d'Utiel-Requena.

## Escut heràldic
L'escut oficial de Fuenterrobles té el següent blasonament:
| « | Escut mig partit i truncat. Primer, d'atzur, una font d'argent; segon, també d'argent, un roure del seu color; tercer, d'or, els quatre pals de gules. Al timbre corona reial tancada. | » |

## Bandera
La bandera oficial de Fuenterrobles té la següent descripció:
| « | Bandera de proporcions 2:3. Partida per meitat en baix. A la primera meitat junt amb l'asta, de blau heràldic una font de plata, a la segona meitat, al vol, de plata un roure verd. | » |

## Estendard
L'estendard oficial de Fuenterrobles té la següent descripció:
| « | Estendard de proporcions 2:1. Dividit per meitat, adaptant el disseny de la bandera municipal. La primera meitat d'atzur amb la font d'argent. La segona meitat d'argent amb l'arbre roure en verd. | » |

## Història
L'escut s'aprovà per Ordre de 26 de novembre de 1986, de la Conselleria d'Administració Pública, publicada en el DOGV núm. 496, de 30 de desembre de 1986.
Tant la font com el roure són senyals parlants referits al nom del poble. Els quatre pals recorden la seva vinculació al País Valencià, si bé va formar part de Castella fins al 1851.
La bandera s'aprovà per Resolució de 21 de maig de 1998, del conseller de Presidència, publicada en el DOGV núm. 3.286, de 15 de juliol de 1998.
L'estendard s'aprovà per Resolució de 14 de juliol de 1998, del director general d'Interior.